# Broekbergen

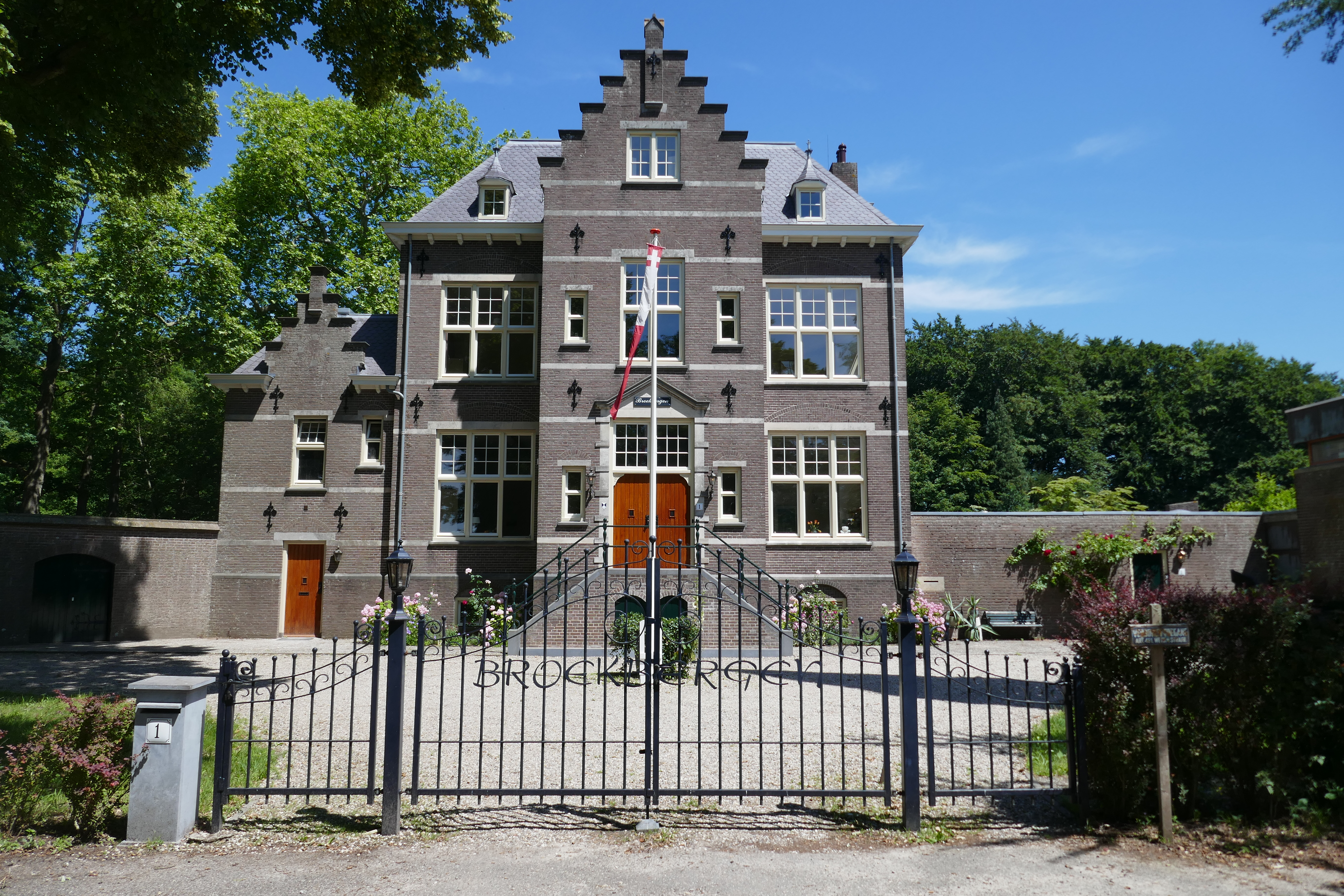
Hoofdhuis historische buitenplaats Broekbergen

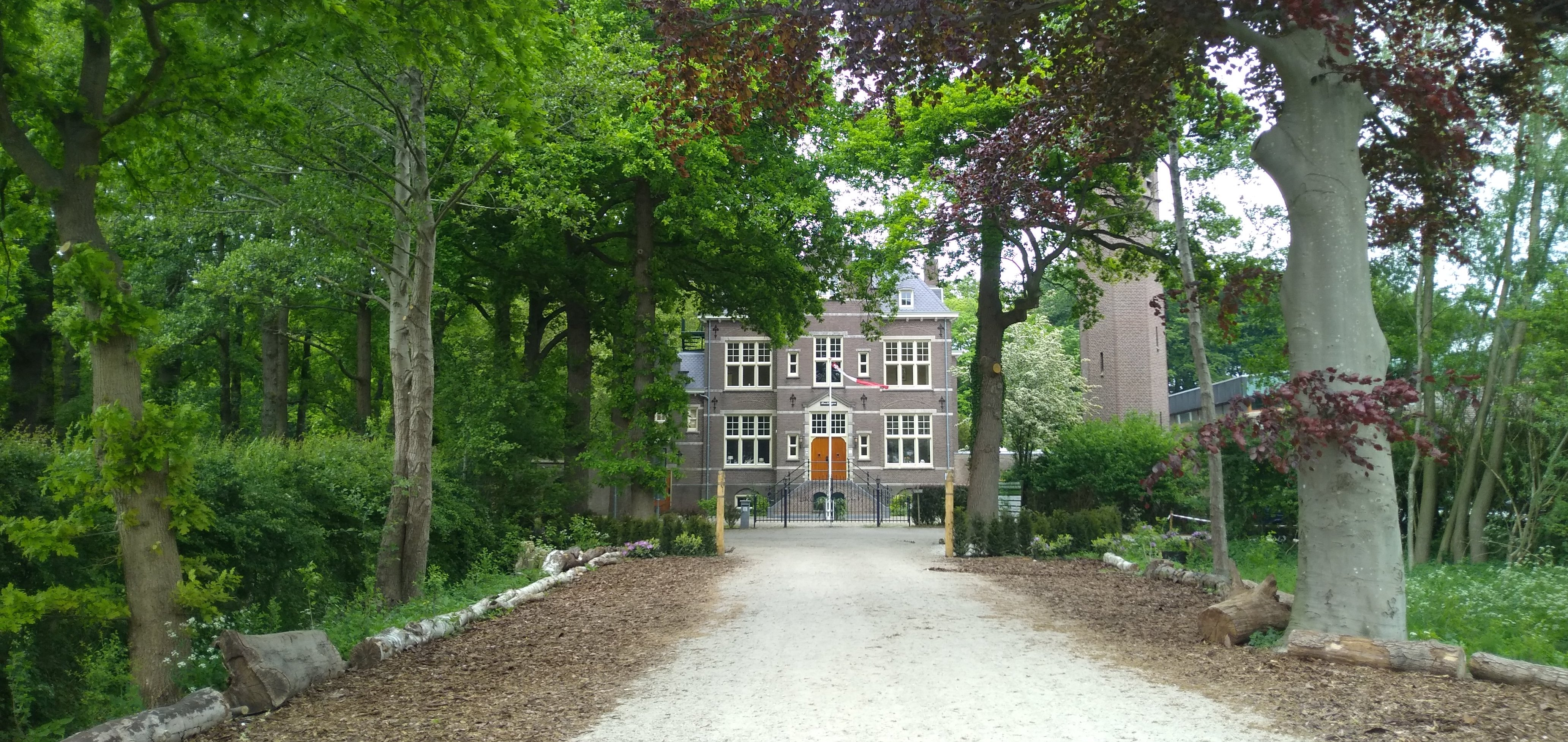
Voorterrein historische buitenplaats Broekbergen

Broekbergen is een historische buitenplaats van de Stichtse Lustwarande aan Kloosterlaantje 1 tegen Tuinwijk Sterrebosch gelegen aan de zuidrand in Driebergen-Rijsenburg in de Nederlandse provincie Utrecht.

## Gebouw
Het Hoofdhuis Broekbergen is een blokvormig gebouw in neorenaissancestijl. Boven het souterrain bevinden zich drie verdiepingen. Het afgeplatte schilddak is met leien gedekt. Het vooruitspringende middendeel heeft een trapgevel, waarvan het schilddak loodrecht op de rest van het gebouw staat. De dubbele stoep met hardstenen treden leidt naar de ingang op de bel-etage.

## Geschiedenis
In de 15e en 16e eeuw wordt de boerenhofstede Broekbergen beschreven in de archieven. In de 17e eeuw wordt deze hofstede verbouwd tot Lusthof. In 1716 schreef de beroemde dichter Poot zijn Lofzang op Broekbergen.
In 1743 werd de hofstede eigendom van de familie Van der Muelen van de aangrenzende Buitenplaats Dennenburg. In 1755 realiseerde de familie Van der Muelen op Broekbergen een Hoofdhuis met een formele tuin en grachten. In 1796 dichtte dominee & staatsraad Jan Hinlopen op Broekbergen Lied 452 van het protestantse Liedboek. 
In 1875 stelde de Duitse koopman Paul Franz Theodor Sträter de buitenplaats ter beschikking aan de zusters Benedictinessen. In 1879 kreeg het huis een vleugel aan de westzijde en in 1883 een neogotische kapel met klokkentoren. Het kloostercomplex met de naam Arca Pacis (Ark van de Vrede) werd ommuurd. In 1912 kwam op het hoofdhuis een extra verdieping met een trapgevel in neorenaissancestijl.
In de jaren 1964-1965 kwam er een nieuwe kapel en werden de carrés aanzienlijk uitgebreid. De Benedictinessen verhuisden in 1996 als gevolg van terugloop van het aantal zusters. In 1997 werd Broekbergen een therapiecentrum. In de jaren erna werd het complex verkocht aan een particuliere eigenaarsfamilie. Deze is begonnen aan restauratiewerkzaamheden en ontwikkelt plannen voor nieuwe bijgebouwen. Begin 2017 is na een grondige restauratie de klokkentoren weer hersteld en luiden de klokken weer ieder uur uit respect voor de kloosterzusters

## Tuin

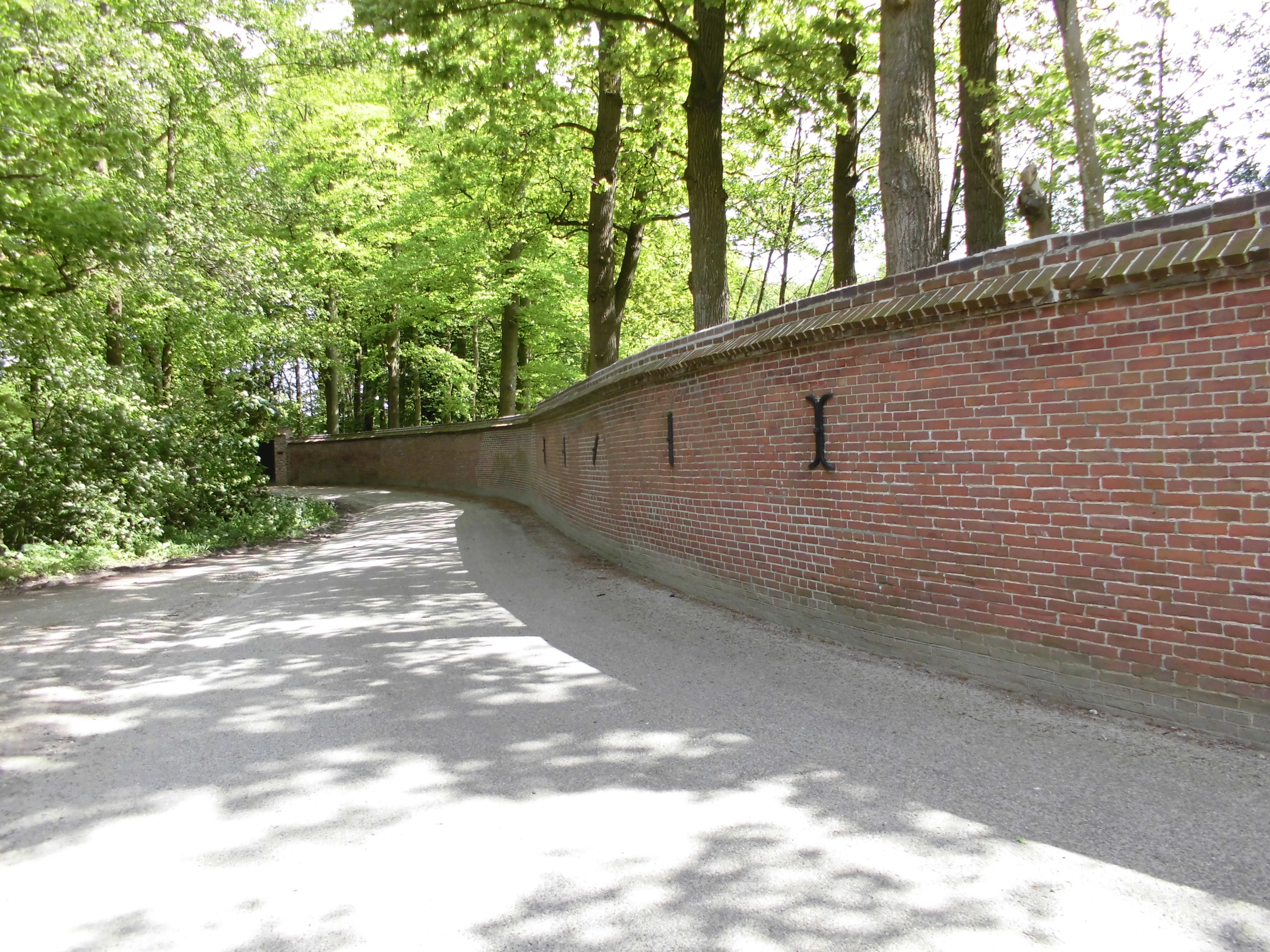
Tuinmuur

In 1789 werd de formele aanleg vervangen door slingerende paden. Tussen 1815 en 1820 werd de tuin in vroege landschapsstijl gebracht naar ontwerp van Christiaan George Breitensteyn. Uiteindelijk kreeg de tuin rond 1860, waarschijnlijk naar ontwerp van Henri Copijn, een aanleg in late landschapsstijl. In 1903 werd een kleine begraafplaats aangelegd met een opbaarhuisje. Op het met een haag omzoomde veldje werden in de loop van de tijd enkele tientallen zusters Benedictinessen begraven. In 2003 zijn de zusters herbegraven op de RK-begraafplaats Petrusbanden in Rijsenburg.

## Bewoners
- 1755 -1789: Samuel en Adriaan Balthasar van der Muelen
- 1789 - 1875: leden van de familie van der Muelen - Van Maarssenbroek
- 1875 - 1996: klooster Arca Pacis van de zusters Benedictinessen van het Altijddurend gebed
- 1997 - 2007: therapiecentrum
- 2008 - heden: eigenaarsfamilie den Boon